# Robert Gould Shaw
Robert Gould Shaw (10 de outubro de 1837 – 18 de julho de 1863) foi um militar americano que serviu no Exército da União durante a Guerra de Secessão. Nascido em uma proeminente família abolicionista, ele aceitou o comando do primeiro regimento do Norte inteiramente formado por soldados negros (o 54º de Massachusetts) e ficou conhecido por defender os direitos dos seus homens, como o de receber pagamentos iguais aos dos brancos. Na Segunda Batalha do Fort Wagner, numa cabeça de praia próxima a Charleston, Carolina do Sul, Shaw foi morto enquanto liderava seus homens num ataque a uma posição fortificada Confederada. Apesar de suas forças terem sido repelidas, a liderança e valentia do coronel Shaw e dos seus soldados viraram lendas e inspiraram milhares de negros para se alistar no Exército dos Estados Unidos, contribuindo para a vitória unionista. A história de Robert Shaw foi dramatizada no filme Tempo de Glória, de 1989, estrelando Matthew Broderick no papel do coronel.

## Começo da vida
Shaw nasceu numa abastada família na cidade de Boston. Seus pais, Francis George e Sarah Blake (Sturgis) Shaw, eram notórios abolicionista e também unitaristas filantropos e intelectuais. Shaw tinha quatro irmãs — Anna, Josephine (Effie), Susanna e Ellen (Nellie).
A família Shaw era descendente de um rico mercador, também chamado Robert Gould (1775–1853), de origem escocesa.
Quando Shaw tinha cinco anos, a família se mudou para uma enorme propriedade em West Roxbury, próximo a Fazenda Brook. Durante sua adolescência ele viajou para a Europa, onde estudou por alguns anos. Em 1847, a família se mudou para Staten Island, em Nova Iorque, se assentando entre a comunidade progressista anti-escravidão local, enquanto Robert estudava na escola St. John's College. De 1856 até 1859 ele estudou na Universidade de Harvard.

## Guerra Civil Americana

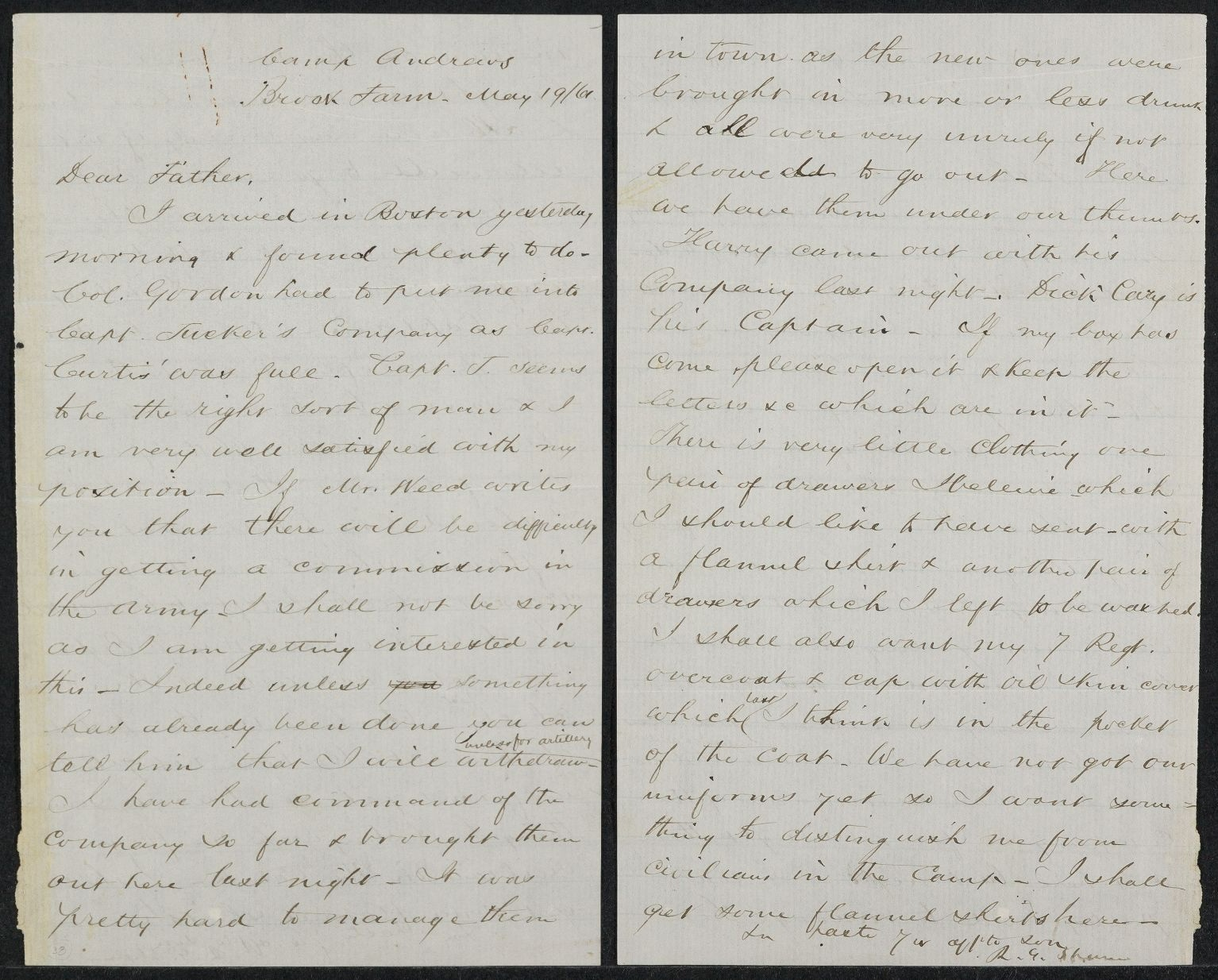
Uma carta de Robert Gould Shaw para seu pai, de maio de 1861.

No começo da Guerra Civil Americana, Shaw se juntou a 7ª Milícia de Nova Iorque como soldado e em 19 de abril de 1861, foi enviado com seus companheiros para fortificar a defesa da capital, Washington, D.C.
Em 28 de maio do mesmo ano, Shaw foi comissionado como segundo-tenente na Companhia H do 2º Regimento de Infantaria de Voluntários de Massachusetts e lutou nas batalhas de Winchester, de Cedar Mountain e de Antietam.
Shaw foi abordado por seu pai, em 1862, para assumir o comando de um novo regimento formado por soldados negros. De início ele recusou a oferta, mas após pensar melhor, aceitou a posição. Em suas cartas Shaw demonstrou dúvidas se uma unidade de negros livres poderia ser viável, mas a dedicação dos seus homens o impressionou muito e ele passou a respeita-los como bons soldados. Quando soube que seus homens receberiam salários menores que soldados brancos (embora estivessem desempenhando a mesma função), ele se juntou a sua unidade para iniciar um boicote até que esta medida fosse revertida. Os soldados do 54º Regimento de Infantaria de Massachusetts (e sua unidade irmã, o 55º Regimento) recusaram pagamento até que o Congresso reautorizasse pagamento igual para todos, o que aconteceu em agosto de 1863.
Shaw foi promovido para major em 31 de março de 1863 e depois para coronel em 17 de abril. Em 28 de maio, Shaw e seus homens desfilaram pelas ruas de Boston em uniforme completo. Em junho, o 54º Regimento foi transferido para a ilha de Port Royal, no Condado de Beaufort, na Carolina do Sul, sob comando do general David Hunter. Alguns dias mais tarde, Shaw e seus homens foram enviados para St. Simons, na Geórgia, onde começaram operações na região sul do estado.
Em 11 de junho de 1863, o 54º Regimento chegou na região da cidade de Darien, ainda na Geórgia. Nas semanas seguintes, Shaw escreveu para sua família a respeito de crimes de guerra que soldados da União estavam perpetrando contra a população (em sua maioria mulheres e crianças), afirmando que civis estavam sendo atacados, forçados a abandonar suas casas, tinham seus pertences roubados e suas cidades parcialmente queimadas. Shaw escreveu em sua carta a respeito da brutalidade do seu oficial comandante, o coronel James Montgomery, que destruía plantações e edifícios no seu caminho, não se importando com civis. Shaw recebeu ordens de também cometer tais crimes, mas se recusou em grande parte. Shaw disse, em outra anotação, que a razão que Montgomery deu para ele destruir Darien foi que os "sulistas deveriam sentir o que era a guerra de verdade e deveriam também ser varridos pela mão de Deus, como os judeus de outrora". O coronel Shaw, afirmando seguir sua consciência, recusou repetidas ordens de brutalizar civis ou de saquear suas propriedades. Posteriormente, ele e seus homens foram enviados para a Carolina do Sul, combatendo rebeldes confederados em James Island.

### Morte em combate
O 54º Regimento foi enviado para a região de Charleston, na Carolina do Sul, para participar de operações contra os Confederados por lá. Em 18 de julho de 1863, junto com duas brigadas de soldados brancos, o 54º atacou o Forte Wagner, uma poderosa fortificação confederada. A batalha foi violenta e desfavorável para as tropas da União. Com seus homens hesitando frente a uma chuva de bombas e balas confederadas, Shaw tentou inspirar seus comandados à luta, levantando-se e berrando "Avante, 54º, avante!". Ao tentar passar por cima do parapeito, se expondo consideravelmente, encorajando seus homens a avançar, ele foi baleado três vezes, falecendo na hora. As tropas de apoio brancas enviadas para auxiliar o 54º regimento acabaram sendo igualmente repelidas.

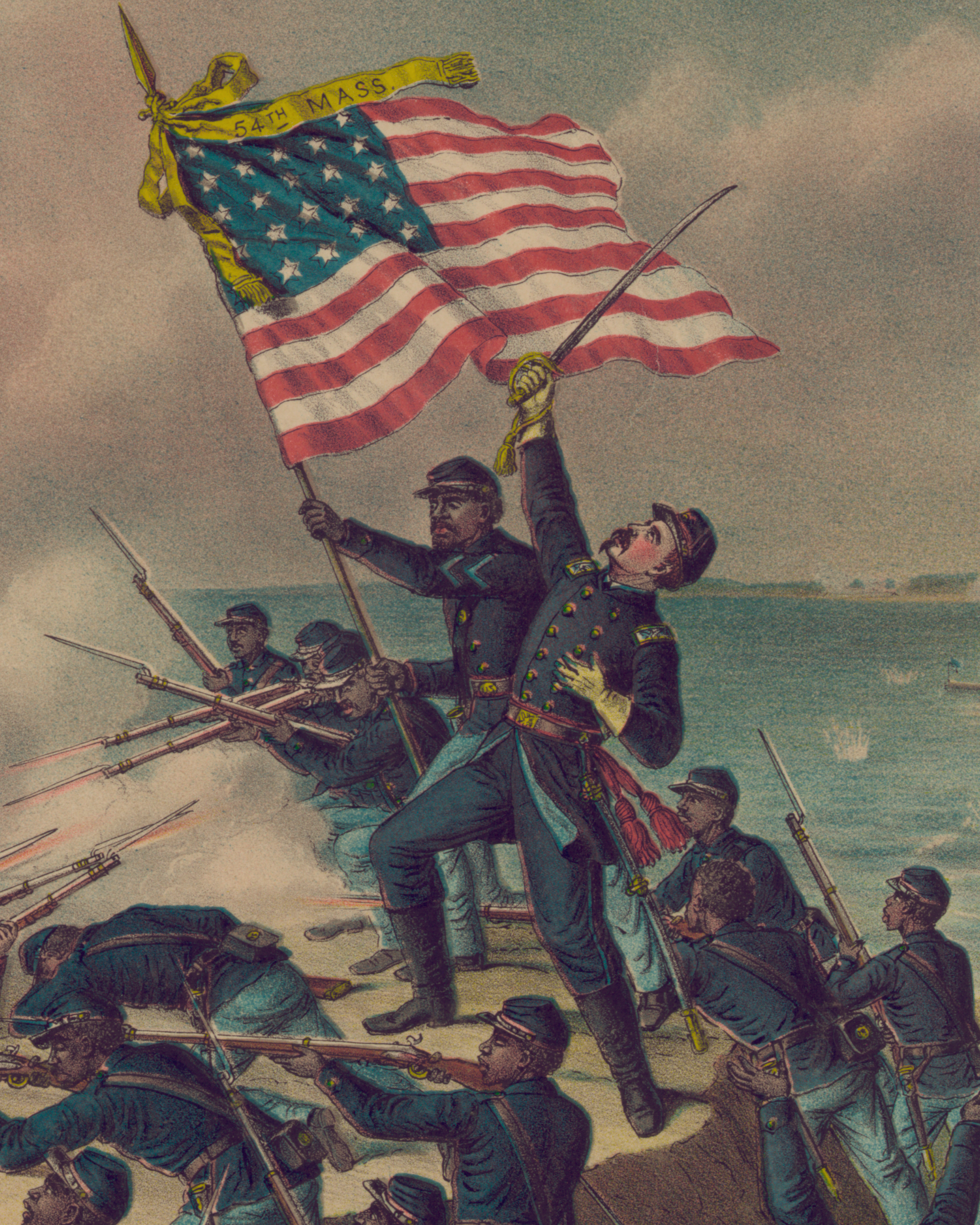
Pintura mostrando o momento que Robert é baleado durante o ataque ao Forte Wagner.

Os oficiais confederados enterraram o corpo do coronel Shaw em uma vala comum junto com seus homens, com o objetivo de fazer disso um insulto final. Após a batalha, o comandante confederado, general Johnson Hagood, retornou o corpo de vários oficiais da União mortos em ação, mas se recusou a fazer o mesmo com Shaw, deixando seus restos mortais onde estavam. Hagood afirmou para um cirurgião da União capturado o seguinte: "Se ele estivesse comandando tropas brancas, eu teria lhe dado um enterro honrado; mas assim, eu irei enterrá-lo numa vala junto com os pretos que tombaram com ele." Apesar do gesto ter como objetivo insultá-lo, a família e os amigos de Shaw viram honra nisso, com ele sendo enterrado ao lado dos seus soldados.

Esforços foram feitos para recuperar os restos mortais de Shaw (seus pertences junto ao corpo foram roubados). Contudo, seu pai afirmou que o filho ficaria orgulhoso de ser enterrado junto com suas tropas, adequado ao seu papel como soldado e um cruzado pela emancipação dos escravos. Em uma carta para o cirurgião do regimento, Lincoln Stone, Francis Shaw afirmou:
"Nós não removeremos o corpo dele de onde está, cercado por seus bravos e devotos soldados .... Nós não podemos imaginar um local mais puro do que este, junto com seus bravos seguidores, nem ele iria querer melhor companhia. – Que guarda-costas ele tem!"
Depois da guerra, o Exército da União exumou e reenterrou os corpos dos mortos na Batalha de Forte Wagner, incluindo, provavelmente, os restos mortais do coronel Shaw. O novo local do enterro foi em Beaufort, Carolina do Sul, com seus túmulos marcados com "desconhecido" no lugar dos nomes.
A espada de Shaw, junto com a maioria dos seus pertences atrelados ao seu corpo, foi roubada por soldados confederados. Porém, em 1865, sua espada de oficial foi recuperada e entregue aos seus pais, ficando na família e sendo passada de geração em geração até que desapareceu novamente. A espada de Shaw só foi recuperada em 2017 quando foi descoberta no sótão da casa de Mary Minturn Wood e seu irmão Robert Shaw Wood, descendentes de Susanna, uma das irmãs do coronel Shaw. Eles acabaram doando a espada para a Sociedade Histórica de Massachusetts.

## Vida pessoal

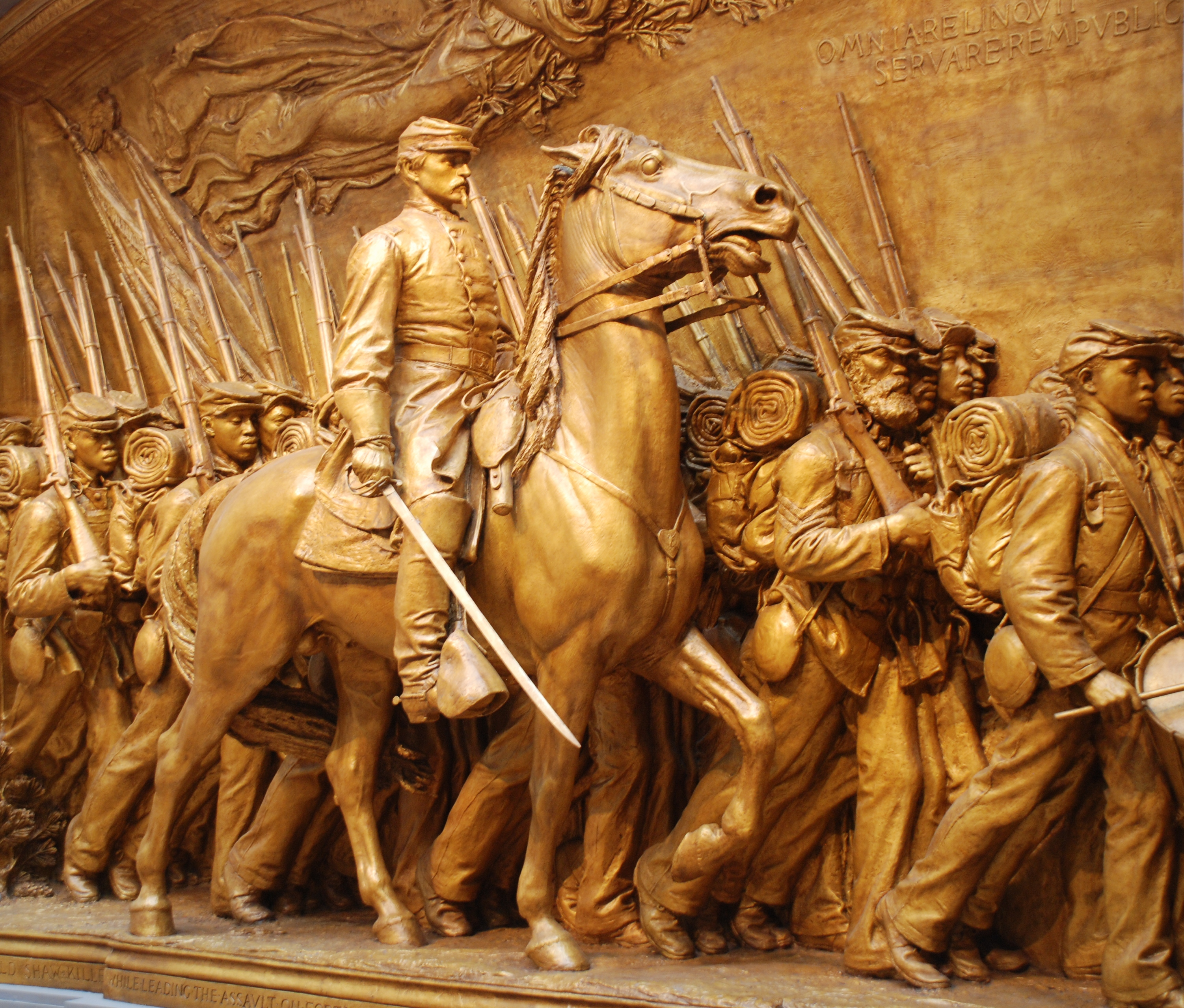
Memorial mostrando o coronel Robert Shaw com o 54º Regimento de Massachusetts, na Galeria Nacional de Arte.

### Casamento
Em 2 de maio de 1863, Shaw se casou com Anna Kneeland "Annie" Haggerty (1835–1907) em Nova Iorque. Eles decidiram se casar antes da unidade dele partir de Boston. Os pais dele não apoiavam esta união. Eles passaram sua breve lua de mel na casa dos Haggerty, em Lenox, Massachusetts.
Viúva aos 28 anos, Annie Shaw nunca se casaria novamente. Ela dividia seu tempo entre Nova Iorque e Massachusetts, frequentemente viajando para o exterior também. Ela morreu em 1907 e está enterrada em um cemitério em Lenox.

### Cartas
Shaw é conhecido por suas cartas, onde ele detalhava sua vida no serviço militar durante a guerra civil americana. No total, ele escreveu mais de 200 cartas para família e amigos durante o conflito. Suas correspondências atualmente estão no acervo bibliotecário da Universidade de Harvard. Suas cartas também estão disponíveis online.
O livro Blue-Eyed Child of Fortune inclui várias de suas cartas e uma pequena biografia dele. Peter Burchard também usou suas cartas para escrever seu livro One Gallant Rush.

## Bibliografia

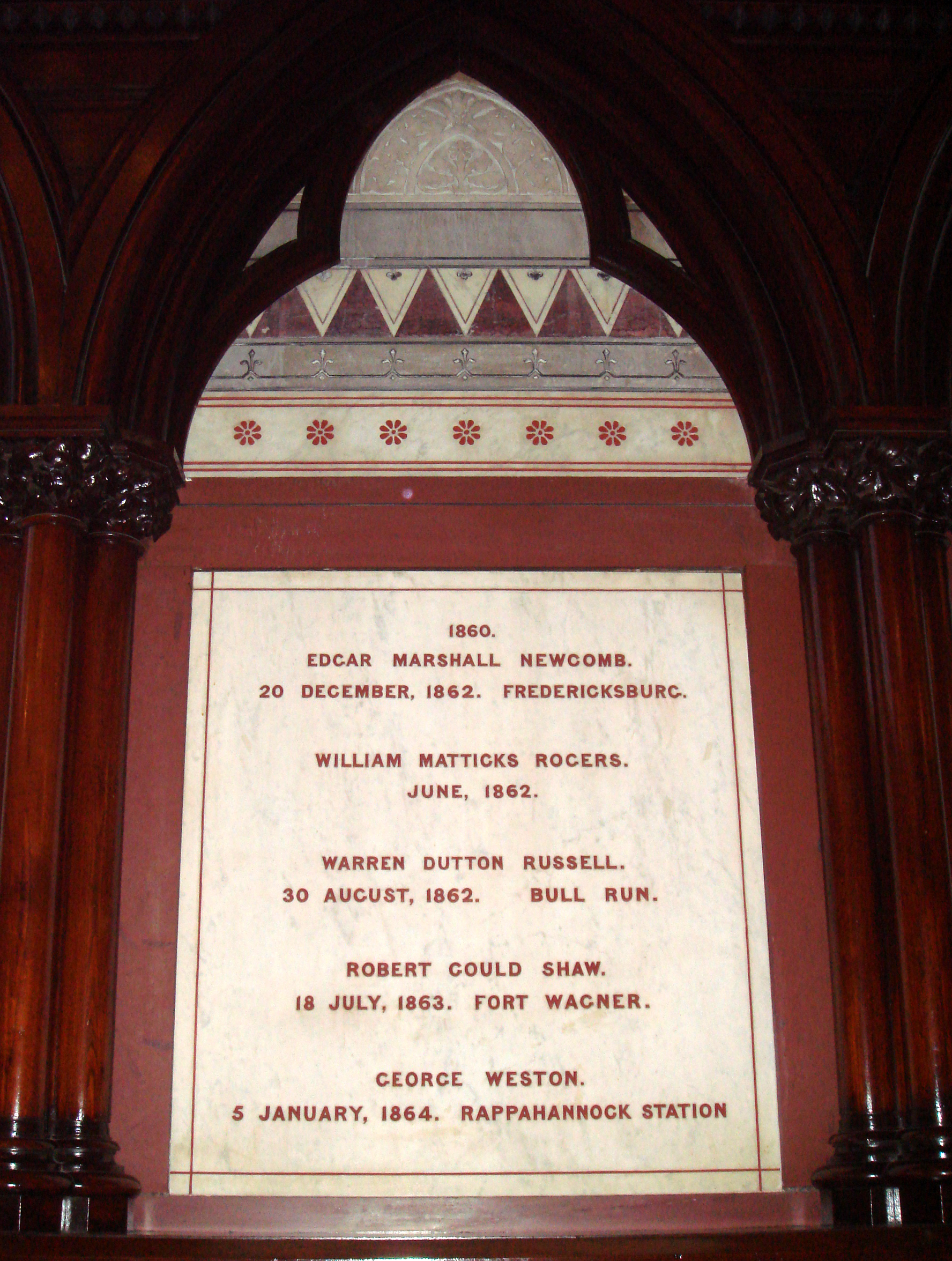
Placa homenageando Robert Gould Shaw na Harvard University's Memorial Hall.

## Filmografia
- Glory de Edward Zwick, Estados Unidos, 1989 (3 Óscares e 5 nomeações), com Matthew Broderick (Robert Gould Shaw), Denzel Washington e Morgan Freeman.